# نامه‌های خاموشان
نامه‌های خاموشان نامه‌های ناموران فرهنگی و ادبی به ایرج افشار است که تاکنون یک مجلد آن به چاپ رسیده‌است. بی‌گمان ایرج افشار از حیث وسعت مکاتبات پیوسته با ایرانی و غیرایرانی یک استثنا بود همواره ناگزیر بود برای ادارهٔ روابط گسترده‌اش با دیگران در هر کجای دنیا که حضور داشت نامه‌نگاری منظمی داشته باشد. فهرست مفصل اشخاصی را که به او نامه نوشته‌اند در پایان جلد اول آمده‌است. تنوعی که در میان مخاطبان نامه‌های افشار دیده می‌شود گویای وسعت بی‌نظیر روابط اوست. اشخاصی با گرایشهای مختلف فرهنگی، مذهبی و سیاسی و غیره که طبعاً هرکدام دیدگاه‌های متفاوت خود را دارند و البته روابطشان با افشار بیشتر فرهنگی و گاه هم به سبب دوستی یا آشنایی قدیم بوده که همان هم در نهایت به روابط فرهنگی انجامیده‌است. در این نامه‌ها سخن یکسره از کتاب است و نسخه، از کتابخانه است و کتابداری، از مجله است و مقاله.
در مواردی که نامه‌های افشار به طرف مقابل هم در دست بوده کتابها زیر عنوان مستقلی به چاپ رسیده‌اند مثل کتاب نامه‌های مجتبی مینوی و ایرج افشار که باید آن را مجلداتی از همین کتاب نامه‌های خاموشان دانست. نامه‌های ژنو (از سیّد محمدعلی جمالزاده به ایرج افشار) نیز که مستقلاً به چاپ رسیده‌است از همین زیرمجموعه‌های نامه‌های خاموشان است.
این نامه‌ها از جنبه‌های گوناگونی مهم است. حالات شخصی نویسندگان آنها را، که اغلب اشخاص سرشناسی هستند، در بعضی از گوشه‌های زندگیشان بازمی‌نماید. گاه بیانگر کیفیت فضای فرهنگی-اجتماعی و سیاسی روزگاریست که نامه‌ها در آن به رشتهٔ تحریر درآمده‌اند. نظر نویسندگان را دربارهٔ بعضی کتابها، مجلّات، اشخاص یا حوادثی که روی داده منعکس می‌کند.